# 长踦蛛形蟹
长踦蛛形蟹（学名：Latreillia phalangium）为蛛形蟹科蛛形蟹属的动物。分布于日本，包括东海等海域，生活环境为海水，主要生活于水深30-300米泥、沙质底部以及岩石及水草丛中。其生存的海拔范围为-300至-30米。